# Jean-Thomas Arrighi de Casanova
Pour les articles homonymes, voir famille Arrighi de Casanova, Arrighi et Casanova (homonymie).
Jean Thomas Arrighi de Casanova de Padoue, né le 8 mars 1778 à Corte en Corse et mort le 22 mars 1853 à Paris, 1er duc de Padoue, est un général et homme politique français de la Révolution et de l'Empire, d'origine corse.

## Biographie

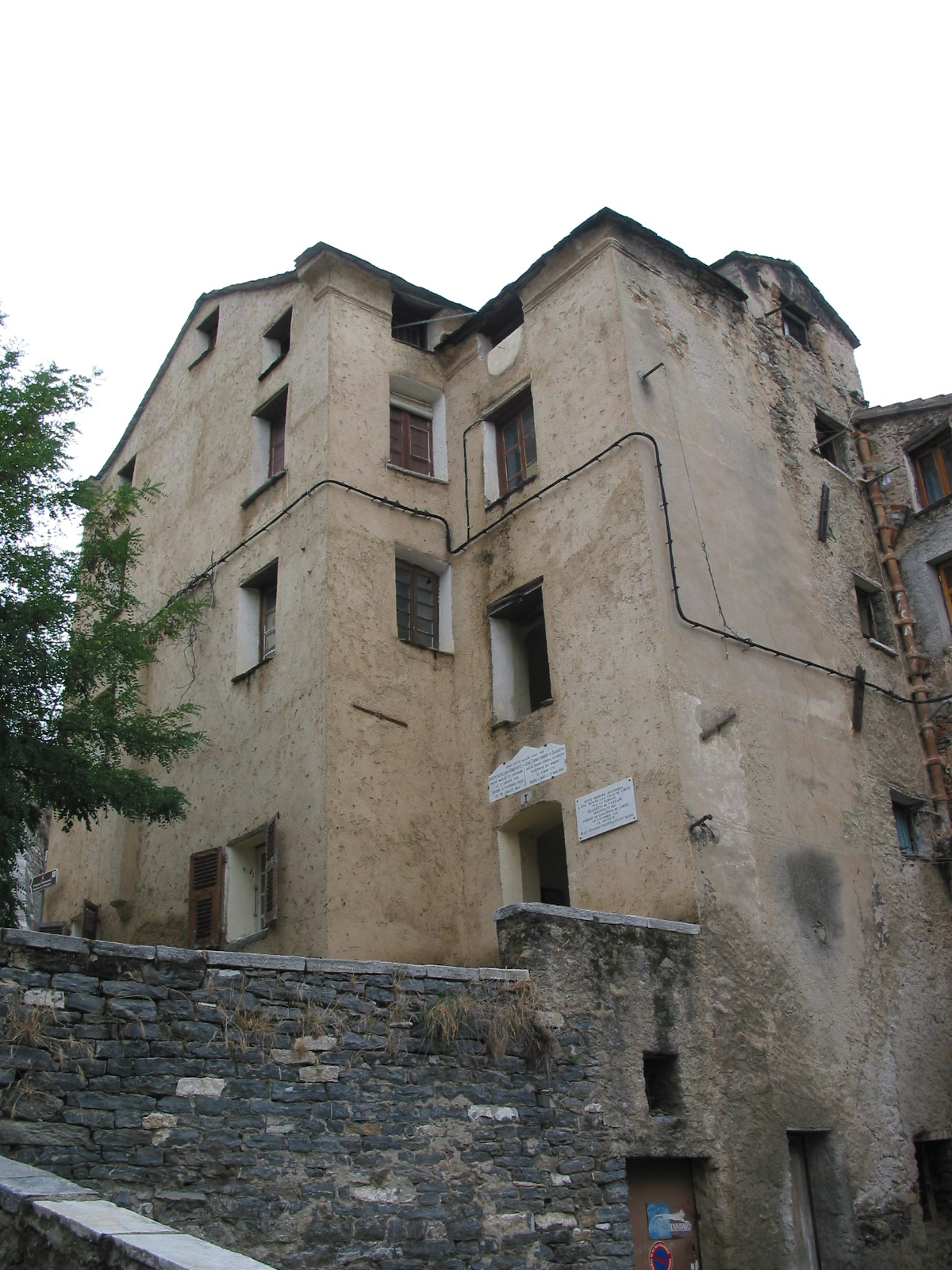
Maison natale de Jean-Thomas Arrighi de Casanova (ainsi que de Joseph Bonaparte), à Corte. Elle est située au no 1 de la Place du Poilu (autrefois nommée "Place d'Armes").

Jean-Thomas Arrighi de Casanova était cousin par alliance de Napoléon Bonaparte. Son père, Hyacinthe Arrighi, était avocat général. Il est ensuite préfet du Liamone.  
Le jeune Arrighi est admis, en 1787, à l'École militaire de Rebais, près de Meaux, comme élève du roi. Lors de la suppression des écoles militaires le 9 septembre 1793, on l'envoie à l'université de Pise. C'est là qu'il termine son éducation.
Sa parenté avec les Bonaparte aide à son avancement dans la carrière militaire.

### Guerres révolutionnaires

#### Campagne d'Italie (1796-1797)
Quand il revient en Corse, après l'expulsion des Anglais, au mois de vendémiaire an V, il y trouve Joseph Bonaparte qui l'emmène avec lui à l'armée d'Italie, où il entre dans la 75e demi-brigade, comme lieutenant d'une des compagnies franches levées en Corse.
Après le traité de Leoben en 1797, il passe à l'état-major général en qualité d'adjoint aux adjudants-généraux. Bientôt après, le Directoire ayant successivement confié à Joseph Bonaparte les fonctions d'ambassadeur à Parme puis à Rome, le jeune Arrighi le suit comme secrétaire d'ambassade, mais sans perdre sa position dans l'armée ; il se trouve à Rome à l'époque de la révolte dans laquelle le général Duphot est tué à côté de lui le 8 nivôse an VI, et concourt, avec Eugène de Beauharnais, à maintenir les factieux.

#### Campagne d'Égypte
Revenu à Paris avec Joseph Bonaparte, il y demeure peu de temps. En effet, attaché à l'état-major de l'armée d'Orient, il doit s'embarquer le 30 floréal pour la campagne d'Égypte. Le 3 thermidor, il est à la bataille des Pyramides et devient aide de camp du général Berthier. Le 24 du même mois, le général en chef le nomme capitaine sur le champ de bataille, au combat de Salahieh, où il a été blessé. Pendant l'expédition de Syrie, il entre un des premiers dans la place de Jaffa prise d'assaut. Il assiste aux différents assauts de Saint-Jean-d'Acre et pénètre dans la ville avec le général Lannes. Lors du dernier assaut, il est grièvement blessé dans la batterie au moment où il rend compte au général en chef d'une mission qu'il venait de remplir sur la brèche. Alors que sa blessure semble sans espoir ― l'artère carotide ayant été lésée par une balle ―, le chirurgien Larrey parvient à le sauver. Bonaparte donne au capitaine Arrighi un sabre d'honneur.

#### Campagne d'Italie (1799-1800)
La blessure qu'il a reçue devant Saint-Jean-d'Acre est longue à cicatriser et il ne peut suivre Bonaparte lors du retour de ce dernier en France au mois de fructidor ; mais une occasion ne tarde pas à se présenter pour lui de quitter l'Égypte. Il ne regagne la France que peu avant la campagne de Marengo à laquelle il participe en qualité d'aide de camp du général Berthier. Il est nommé chef d'escadron sur le champ de bataille de Marengo et envoyé dans le 1er régiment de dragons. Il est nommé colonel de ce régiment deux ans après, le 13 fructidor an XI.
Le 19 frimaire an XII, le Premier consul le fait membre de la Légion d'honneur, puis officier de l'ordre le 25 prairial suivant.

### Guerres napoléoniennes

#### Campagne d'Autriche (1805)
Arrighi reçoit le titre de commandant de la Légion d'honneur le 4 frimaire an XIV, c'est-à-dire au début de la campagne de 1805 en récompense de sa conduite.
Au combat de Wertingen le 16 vendémiaire, il a sous ses ordres, outre son régiment, le 2e dragons. Ses soldats forment la tête de colonne de la division de cavalerie du général Klein. Chargé de tourner la position de l'ennemi, il enlève un village avec ses dragons auxquels il fait mettre pied à terre, arrive sur les arrières de l'ennemi, culbute deux régiments de cuirassiers, fait mettre bas les armes à un bataillon de grenadiers hongrois et s'empare de 6 pièces de canon. Il reçoit dans cet affrontement plusieurs blessures graves et a deux chevaux tués sous lui. Les officiers, sous-officiers et dragons lui décernent une épée d'honneur ornée d'une gravure représentant le combat et d'une inscription témoignant de sa valeur. Il est également nommé commandant de la Légion d'honneur par l'Empereur.
Le 2 décembre 1805, Arrighi prend part à la bataille d'Austerlitz.

#### Campagne de Prusse et de Pologne (1806-1807)
En 1806, Napoléon ordonne la création d'un régiment de dragons pour sa Garde dont Arrighi est nommé colonel le 19 mai, avec mission d'organiser cette nouvelle unité. Il participe dans le même temps à la campagne de Prusse et de Pologne de 1806 à 1807 et commande ses dragons à Friedland le 14 juin. Il est promu au grade de général de brigade le 25 juin 1807.

#### Dans la péninsule Ibérique (1808)
Créé duc de Padoue et de l'Empire immédiatement après la publication du décret du 1er mars 1808, qui institue des titres de noblesse honorifiques, il part, à la tête des dragons de la Garde, pour la campagne d'Espagne de 1808 et se trouve à toutes les affaires auxquelles la Garde a à prendre part. À Benavente, malgré la crue, l'Empereur lui fait traverser le torrent à la nage avec son régiment et le reste de la cavalerie de la Garde, qui suit celle de l'armée, pour se mettre à la poursuite des Anglais en retraite vers La Corogne.

#### Campagne d'Allemagne et d'Autriche (1809)
Les préparatifs militaires de l'Autriche ramènent Napoléon en France, et avec lui le général Arrighi. Celui-ci prend le commandement de toute la cavalerie de la Garde impériale qui se trouve à Paris et se rend en Autriche. Il se distingue à la bataille d'Essling le 22 mai 1809, est nommé général de division trois jours après et reçoit le commandement de la 3e division de cuirassiers dont le chef, le général Espagne, vient d'être tué.
À la bataille de Wagram, Napoléon l'ayant chargé de se porter à l'extrême-droite du dispositif français pour soutenir la manœuvre d'enveloppement du maréchal Davout, Arrighi, après avoir essuyé le feu autrichien, arrive au point où le corps de Davout ne s'est pas encore déployé et débouche sur le plateau à la tête de sa division, au milieu des tentes des Autrichiens. Le terrain étant défavorable, il ne peut faire que quelques charges partielles qui favorisent cependant l'arrivée de l'infanterie et lui permettent de prendre l'offensive, au moment où l'Empereur fait son attaque décisive sur le centre. Les pertes de la division Arrighi sont si sévères que le général lui fait descendre le ravin pour la reformer et la porter ensuite en avant afin de dégager les divisions Grouchy et Montbrun qui affrontent une cavalerie bien supérieure en nombre et qu'il force à la retraite par un mouvement sur son flanc.
L'Empereur le nomme à cette époque inspecteur général de cavalerie.

#### Campagne de Russie (1812)
À l'époque de la campagne de Russie, l'Empereur charge Arrighi de l'organisation de 67 cohortes de gardes nationales et de toute l'artillerie attachée aux 100 cohortes créées. Il lui confie, en partant, le commandement supérieur de toutes les côtes de l'Océan, depuis l'Elbe jusqu'à la Somme, de cinq divisions militaires et de toutes les troupes qui s'y trouvent, ce qui lui donne le rang de commandant en chef, avec le soin de faire terminer tous les ouvrages de fortification et d'armement sur toutes les côtes sur lesquelles Napoléon pense que le gouvernement anglais ferait opérer un débarquement, comme en 1809 à Walcheren. Le travail d'Arrighi aide à structurer le noyau de l'armée qui remporte les victoires de Lützen et de Bautzen en 1813.

#### Campagne d'Allemagne (1813)
En 1813, Napoléon le nomme grand-croix de l'Ordre de la Réunion. Lors de la campagne de Saxe, l'Empereur lui donne la mission d'organiser, à Erfurt, les bataillons venant de l'armée avec les renforts arrivant des dépôts, et l'appelle ensuite au commandement du 3e corps de cavalerie qu'il organise à Metz avec les conscrits appartenant à tous les régiments de l'armée, dont il forme les divisions de ce corps. L'Empereur ajoute à ce commandement plusieurs régiments français et étrangers et le charge de purger tout le pays entre le Rhin et l'Elbe des divers corps de partisans qui l'occupent.
Après cette mission, le général Arrighi est chargé du gouvernement de Leipzig, de l'organisation de tous les corps restés en arrière, de l'approvisionnement de l'armée et de toutes les places mises en état de soutenir un siège. Le général russe Alexandre Tchernychev (ou son homologue Vorontsov) conçoit à cette époque le projet de s'emparer de la ville. Il réunit 10 à 15 000 hommes, fait transporter son infanterie sur des chariots et, à l'insu des Français, arrive devant la place avec une artillerie légère. Leipzig n'est alors défendu que par quelques bataillons composés de traînards de l'armée et dépourvus d'artillerie ; la cavalerie du 3e corps est quant à elle dispersée dans des cantonnements assez éloignés, en raison du peu de ressources du pays. L'objectif de la manœuvre russe consiste à enlever Arrighi ainsi que le peu de troupes sous ses ordres et 6 000 blessés laissés à sa garde, de s'emparer de la ville, de frapper une forte contribution, de détruire les approvisionnements français, d'enlever les convois, les munitions, les détachements, les courriers et d'intercepter toutes les communications. Informé de la présence des Russes, Arrighi rassemble ses troupes et parvient à persuader Vorontsov qu'un armistice est signé et qu'il est déterminé à défendre Leipzig à outrance. Après un léger engagement, le général russe décide de ne pas pousser plus avant son avantage.
À la bataille de Dennewitz le 5 septembre, le maréchal Ney ayant dû se retirer devant les forces supérieures des Prussiens et des Saxons, le 3e corps de cavalerie d'Arrighi s'efforce de couvrir la retraite des troupes françaises.
Dans la position où se trouve l'armée, la perte de Leipzig aurait été fâcheuse. L'Empereur envoie donc Arrighi avec son corps et les troupes qui sont aux environs, y compris une partie de sa Garde, afin d'assurer la conservation de cette ville importante et de rétablir les communications avec la France, de manière à en recevoir les colonnes de renfort attendues. Arrighi doit s'opposer aux efforts combinés du prince royal de Suède, qui marche de Hall sur Leipzig, et du prince de Liechtenstein qui arrive sur les arrières français pour s'emparer du défilé de Lindenau et de leur couper la retraite sur Weißenfels. Il repousse les Autrichiens, arrête la marche du prince de Suède et donne ainsi le temps à Ney d'arriver à Weißenfels, de s'emparer du pont et d'assurer la retraite. Les convois, les courriers, les renforts et le trésor de l'armée française sont ainsi sauvés.
Il commande ensuite, lors de la bataille de Leipzig, les troupes qui occupent la ville et les faubourgs, c'est-à-dire une partie du 3e corps de cavalerie, dont le surplus est resté sous les ordres du maréchal Ney, la division polonaise du général Dombrowski et les Badois et Wurtembourgeois qui défendent les rives de la Pleisse, de la Parthe et de l'Elster blanche ainsi que les défilés de Lindenau. Entraîné par son ardeur, il engage trop vivement la première ligne de sa cavalerie qui, s'abandonnant à la poursuite des cosaques, est prise de flanc par quatre régiments de hussards de Blücher et rejetée sur la deuxième ligne qu'elle entraîne jusqu'au faubourg de Leipzig, où le duc de Padoue parvient à rallier ses hommes sous la protection de l'infanterie.

#### Campagne de France (1814)

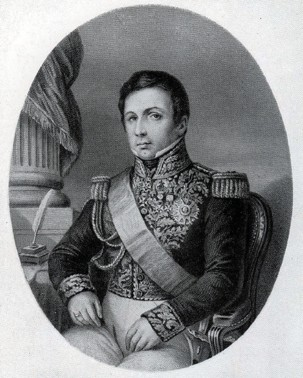
Le général Arrighi de Casanova.

Au commencement de la campagne de France, le 3e corps de cavalerie, extrêmement réduit, est dissous pour augmenter l'effectif des autres régiments de l'armée. Lors de l'invasion, il se porte sur Nogent le 26 février 1814 afin de s'opposer au passage des Alliés. Le duc de Padoue prend alors le commandement d'un corps d'infanterie chargé de protéger la retraite le corps du maréchal Marmont depuis Châlons-sur-Marne jusqu'à Paris.
Dans les plaines de Fère-Champenoise, il doit protéger cette retraite et celle du maréchal Mortier, quoiqu'il n'ait alors sous ses ordres que 6 000 hommes au plus de nouvelle levée, que son artillerie est servie par des canonniers garde-côtes, et qu'il a l'affaire à l'élite de la cavalerie ennemie, commandée par le grand-duc Constantin. À la prise de Paris, il occupe, sous les ordres de Marmont, les hauteurs de Belleville et de Romainville où il a un cheval tué sous lui.
Après la première abdication de l'Empereur (5 et 11 avril 1814), il envoie son adhésion aux actes du gouvernement royal mais ne sollicite pas de commandement. Il est du petit nombre des généraux à ne pas être récipiendaires du grand-cordon de la Légion d'honneur en échange de celui de l'ordre de la Réunion, que Louis XVIII vient de supprimer. Il reçoit néanmoins, comme tous les autres généraux, la croix de Saint-Louis.
Pendant les Cent-Jours, en avril 1815, Napoléon le nomme membre de la commission chargée d'examiner les titres et les droits des militaires qui ont obtenu de l'avancement sous le gouvernement royal ; au mois de mai, il est commissaire extraordinaire en Corse (gouverneur de la Corse, avec tous les pouvoirs civils et militaires), et pair de France le 2 juin. Arrighi s'embarque à Toulon le 3 mai 1815. À la nouvelle de la défaite de Waterloo et de la seconde abdication de Napoléon, il ne s'oppose pas au rétablissement de l'autorité royale. Son biographe Albert du Casse écrit : 

« Fidèle au noble système qu'il avait adopté en 1814, ne voulant servir que le gouvernement impérial, il consentait à faire arborer les couleurs des Bourbons pour ôter tout prétexte de trouble, mais il croyait de sa dignité, cet acte consommé, de déclarer qu'il abandonnerait un commandement qu'il tenait de l'Empereur, aussitôt que les troupes demandées pour la Corse seraient arrivés dans l'île. Son seul et unique but fut donc bien réellement, en cette circonstance, de maintenir la tranquillité dans son pays et de convaincre le parti anglais qu'il ne devait pas compter trouver d'appui chez les bonapartistes, ceux-ci voulant rester Français quel que fût le gouvernement que se donnât la France. »

### Restauration et monarchie de Juillet
À la Seconde Restauration, Arrighi se démet de son commandement. Il est du nombre des proscrits placés sous l'ordonnance du 24 juillet 1815 et s'exile en Lombardie en exécution de l’ordonnance du 17 janvier 1816. En 1820, il est un des derniers à rentrer en France, en vertu de l'ordonnance royale du 1er décembre 1819.
Vers cette époque, il est propriétaire du château de Courson.
Le gouvernement de Louis-Philippe Ier, qui l'a en suspicion comme bonapartiste militant, le tient à l'écart de la Chambre haute. En 1837, il est mis à la retraite comme lieutenant général, avant l'âge fixé par les ordonnances, et quoiqu'il ait commandé en chef depuis 1812 jusqu'en 1815.
Arrighi demeure fidèle au souvenir de l'Empereur. En 1841, lorsqu'une association se forme pour la fondation perpétuelle d'une solennité religieuse commémorative du 5 mai, il en est un des membres les plus actifs ; il la préside et c'est à son initiative qu'une messe est célébrée le 5 mai 1843 dans toutes les églises de Paris. Il demeure à l'écart des affaires publiques jusqu'en 1849.

### Second Empire

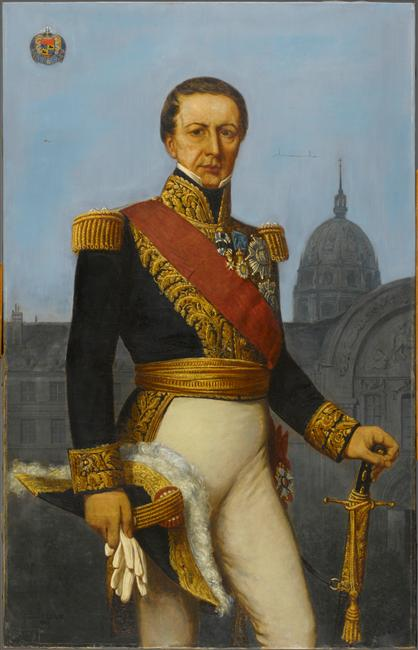
Jean-Thomas Arrighi de Casanova, duc de Padoue (1778-1853) (ici devant l'Hôtel des Invalides), Frédéric Legrip (1817-1871), 1866, musée de l'Armée.

Elu député de Corse lors des élections du 13 mai 1849 à l'Assemblée législative lui rouvrent les portes du premier parlement de la Deuxième République. Il est élu en Corse, le premier sur cinq députés, siège à droite et compte parmi les partisans les plus actifs de la politique napoléonienne. Toutes les mesures de réaction votées par la majorité de l'assemblée obtiennent son assentiment.
Peu de jours après le coup d'État du 2 décembre 1851, il est récompensé de son zèle par le grand cordon de la Légion d'honneur. De plus, Arrighi de Casanova fait partie des premiers sénateurs nommés le 26 janvier 1852. Nommé gouverneur des Invalides le 29 décembre 1852, il y demeure jusqu'à sa mort le 21 mars 1853.

## Titres
- Duc de Padoue et de l’Empire par décret de l’Empereur du 19 mars 1808 et lettres patentes du 24 avril 1808.

## Distinctions
- Légion d'honneur :
  - Chevalier de la Légion d'honneur (19 frimaire an XII), puis,
  - Officier de la Légion d'honneur (25 prairial an XII), puis,
  - Commandant de la Légion d'honneur (4 frimaire an XIV), puis,
  - Grand cordon de la Légion d'honneur (1851) ;
- Ordre de la Réunion :
  - Grand-croix (3 avril 1813) ;
- Ordre de la Couronne de fer :
  - Commandeur (1813) ;
- Ordre royal et militaire de Saint-Louis :
  - Chevalier de Saint-Louis (1814) ;

## Armoiries
| Figure | Blasonnement |
|        | Armes des Arrighi de Casanova D'azur, à un bras senestre d'or, naissant d'une tour du même, tenant une clef d'argent soutenue des pattes de devant d'un lion d'or., |
|        | Armes du duc de Padoue et de l'Empire Écartelé: aux 1 et 4, d'argent, à une croix treillissée d'azur ; aux 2 et 3, d'or, à un sphinx de sable, couché sur une base de gueules, tenant un étendard turc à trois queues de cheval, posé en barre, de sable. Au chef de gueules, brochant sur le tout, semé d'étoiles d'argent., |

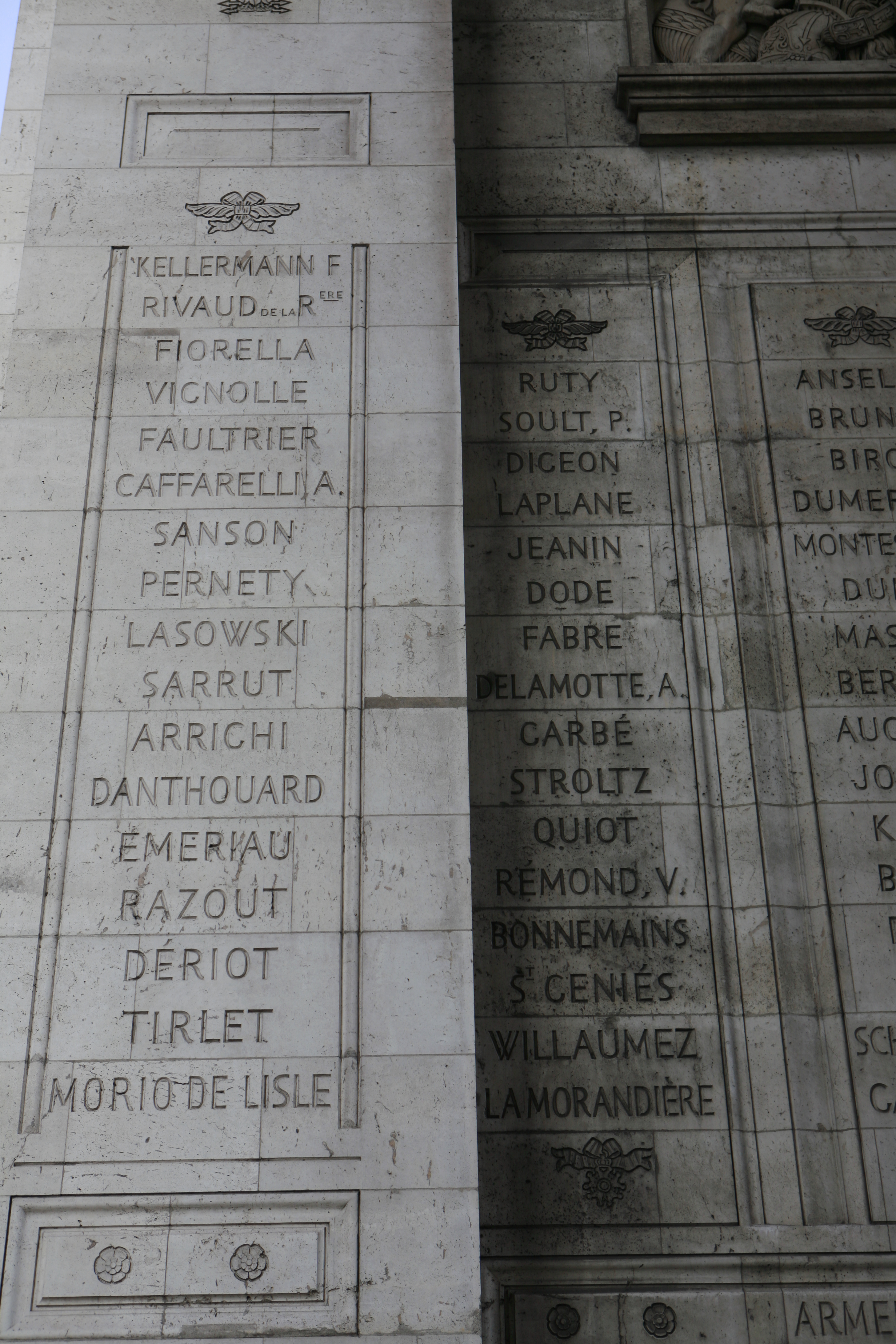
de l'arc de triomphe de l'Étoile.

## Hommage, honneurs, mentions…
- Il reçoit un sabre d'honneur du général Bonaparte après Saint-Jean d'Acre ;
- Le nom de ARRIGHI est gravé au côté Sud (21e colonne) de l’Arc de Triomphe de l’Étoile, à Paris.
- Une statue lui a été élevée à Corte, en Haute-Corse.

## Vie familiale

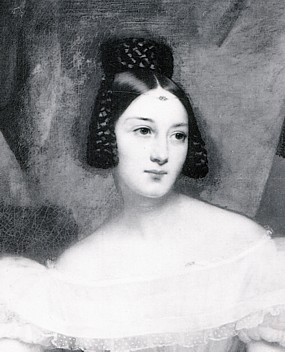
Marie-Louise Arrighi de Casanova (1812-1866).

Fils de Hyacinthe Arrighi de Casanova et Marie-Antoinette Benielli (fille de Giacinto Benielli et de Marianne Pietrasanta et cousine germaine, par son père Giacinto, de Félix Baciocchi), Jean-Thomas épouse, le 25 février 1812, Anne Rose Zoé de Montesquiou Fezensac (avril 1792 - Paris † 14 juin 1817 - Trieste), fille d'Henri, comte de Montesquiou-Fézensac et de l'Empire (3 janvier 1768 - Paris † 27 juin 1844 - Tours) et d'Augustine Dupleix de Bacquencourt (1772 † 1797), dame du palais de l'impératrice Marie-Louise (après 1810-1814). Ensemble, ils sont les parents de deux enfants :
1. Marie-Louise Antoinette (21 décembre 1812 - Anvers † 2 juin 1866 - en son château de Fontenay-lès-Briis), mariée avec Edouard-James Thayer (19 mai 1802 - Paris † 11 novembre 1859 - Fontenay-lès-Briis), polytechnicien, directeur général des Postes (1848), conseiller d'État (1852) et sénateur (1853-1859) ;
2. Ernest Louis Henri Hyacinthe (26 novembre 1814 - Paris † 27 mars 1888 - Paris), 2e duc de Padoue (1853), préfet de Seine-et-Oise (1849), maître des requêtes au Conseil d'État, conseiller d'État (1852), sénateur (1853), et vice-président du Sénat, secrétaire d'État, ministre de l'Intérieur (1859), député de la Corse (arrondissement de Calvi, 1876-1881), grand-croix de la Légion d'honneur. Marié le 16 septembre 1842 avec Élise Françoise Joséphine Honnorez (20 février 1824 - Mons † 1er septembre 1876 - Courson-Monteloup[11]), fille de Florent François Daniel Honnorez (1780-1830), un riche homme d'affaires belge, et d'Adèle Narcisse Defontaine (1803-1875), il tombe veuf, mais se remarie en 1877, avec Marguerite (1844 † 1928) fille de l'amiral de France Armand Joseph Bruat. De son premier mariage, il a :
  1. Marie Adèle Henriette (11 septembre 1849 - Ris-Orangis † 19 décembre 1929 - Paris), mariée, le 16 mai 1870, avec Georges Ernest Maurice de Riquet (10 avril 1845 - Paris † 28 septembre 1931 - Courson-Monteloup), duc de Caraman[12], dont postérité.